# ألبرتو داينز
ألبرتو داينز (بالبرتغالية: Alberto Dines‏) هو أستاذ جامعي وكاتب وصحفي برازيلي، ولد في 19 فبراير 1932 في ريو دي جانيرو في البرازيل، وتوفي في 22 مايو 2018 في ساو باولو في البرازيل بسبب ذات الرئة.

## وصلات خارجية
- ألبرتو داينز على موقع IMDb (الإنجليزية)
- ألبرتو داينز على موقع قاعدة بيانات الفيلم (الإنجليزية)